# Вани-Ноа, Беатрис
Беатрис Хамиса Вани-Ноа (род. 28 июля 1959) — политик из Южного Судана, занимавшая пост министра иностранных дел и международного сотрудничества (2020—2021).

## Ранняя жизнь и образование
Вани-Ноа родилась 28 июля 1959 года в округе Моробо, штат Центральная Экватория. Она имеет степень магистра международных отношений Международного университета Соединенных Штатов в Найроби и диплом последипломного образования в области управления земельными и водными ресурсами Технологического института Крэнфилда в Соединенном Королевстве.

## Карьера
Вани-Ноа работала в Экономической комиссии Организации Объединённых Наций для Африки с 1994 по 2003 год. Она занимала должности в правительстве Южного Судана с 2006 года в качестве генерального директора по многосторонним отношениям в Министерстве регионального сотрудничества (2006—2010 годы), заместителя министра мира и реализации Найвашского соглашения (2010—2011 годы) и заместителя министра связи и почтовых служб (2011—2013 годы).
Вани-Ноа была назначена послом Южного Судана в Демократической Республике Конго в 2014 году, а затем с марта 2018 года работала послом Южного Судана в Германии.
Вани-Ноа была назначена министром иностранных дел президентом Сальвой Кииром Маярдитом в его новом правительстве единства 12 марта 2020 года, заменив Авут Денг Акуил. Она не смогла присутствовать на официальной церемонии приведения к присяге 16 марта, так как находилась в самоизоляции после возвращения в Джубу из страны с подтверждённым случаем COVID-19. Она была освобождена от должности 9 сентября 2021 года.

## Личная жизнь
Вани-Ноа замужем, у неё есть две дочери.